# ادبیات ترکمن
ادبیات تُرکمَن‌ یا ادبیات تُرکمَنی (ترکمنی: Türkmen edebiýaty) شامل ترکیبات شفاهی و متون نوشتاری به زبانهای ترکی و ترکمنی اوغوز قدیم است. ترکمن‌ها نوادگان مستقیم ترک‌های اوغوز هستند که قومی ترک غربی بودند و شاخه اوغوز از خانواده ترک‌زبان‌ها را تشکیل می‌دهند.

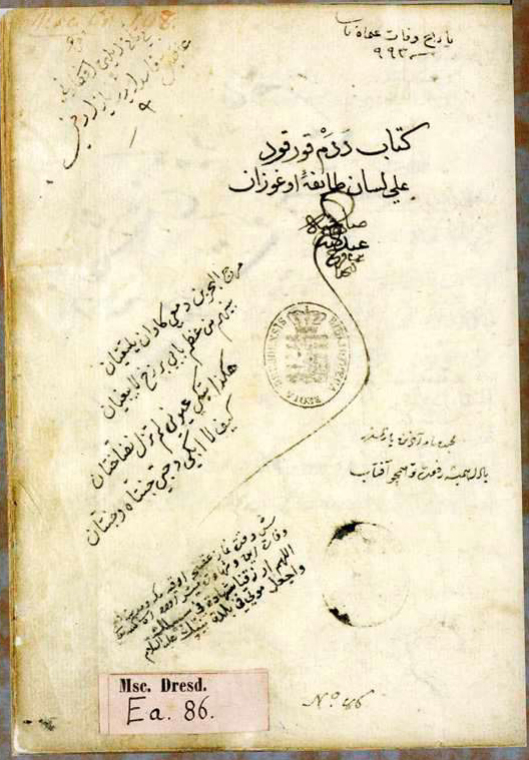
نسخه‌ای خطی از کتاب دده قوردقود

تاریخ ادبیات رایج ترکی نزدیک به ۱۳۰۰ سال را در بر می‌گیرد. قدیمی‌ترین سوابق ترکی مکتوب بر روی کتیبه‌های رونیک یافت می‌شود که شناخته‌شده‌ترین آنها کتیبه‌های اورخون متعلق به قرن هفتم است. بعدها، بین قرن‌های ۹ و ۱۱ میلادی، سنت حماسه‌های شفاهی، مانند کتاب دده قوردقود ترک‌های اوغوز — اجداد زبانی و فرهنگی قوم‌های ترک، ترکمن و آذربایجان امروزی — و حماسه مناس قوم قرقیزستان در میان مردمان ترک کوچ نشین آسیای مرکزی به وجود آمد.
پس از نبرد ملازگرد، ترک‌های اوغوز از قرن یازدهم در آناتولی مستقر شدند. علاوه بر سنت‌های شفاهی پیشین آنها که یک سنت ادبی مکتوب که به شدت تحت تأثیر ادبیات عربی و فارسی بود، در میان این مهاجران جدید پدید آمد.
اولین پیشرفت ادبیات ترکمن با ادبیات ترکان اوغوز ارتباط تنگاتنگی دارد. ترکمن‌ها ادعای مشترکی در مورد تعدادی از آثار ادبی دارند که به زبان‌های اوغوز قدیم و فارسی (توسط سلجوقیان در قرون ۱۱–۱۲ میلادی) با دیگر مردمان ترک اوغوز، عمدتاً آذربایجان و ترکیه، نوشته شده‌اند. از جمله این آثار می‌توان به کتاب دده قورقود، گوروگلی، لیلی و مجنون و یوسف و زلیخا اشاره کرد.
با این حال، اتفاق نظر وجود دارد که ادبیات نوین ترکمن در قرن هجدهم و از اشعار مخدوم‌قلی فراغی سرچشمه گرفته است. او به عنوان پدر ادبیات ترکمن شناخته می‌شود. از دیگر شاعران برجسته ترکمن آن عصر می‌توان به دولت‌محمد آزادی (پدر مخدوم‌قلی فراغی) اشاره کرد.

## نگارخانه

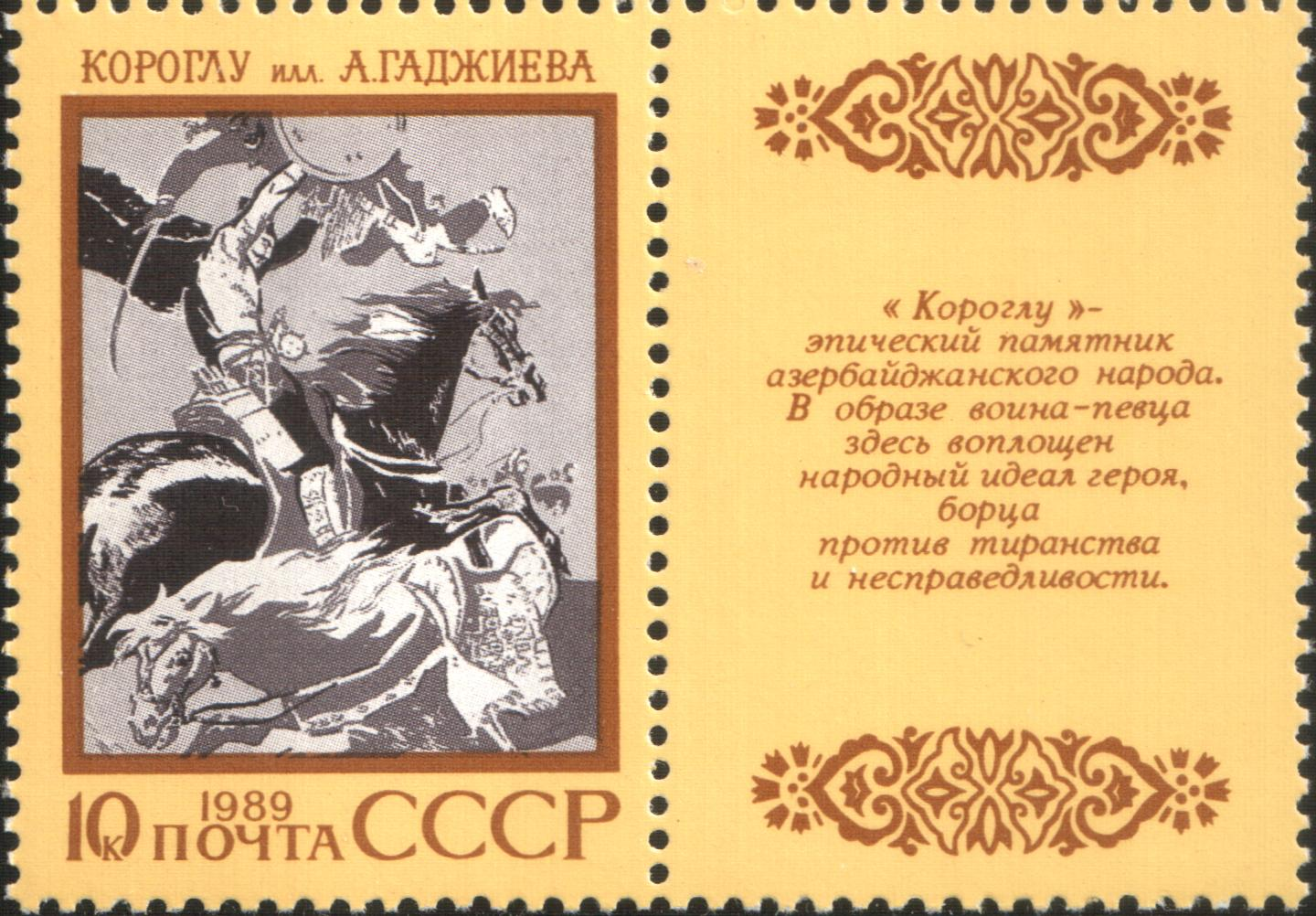
تمبری در اتحاد جماهیر شوروی از حماسه کوراوغلو
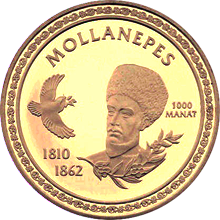
ملانفس بر روی سکه یادبود ترکمنستان
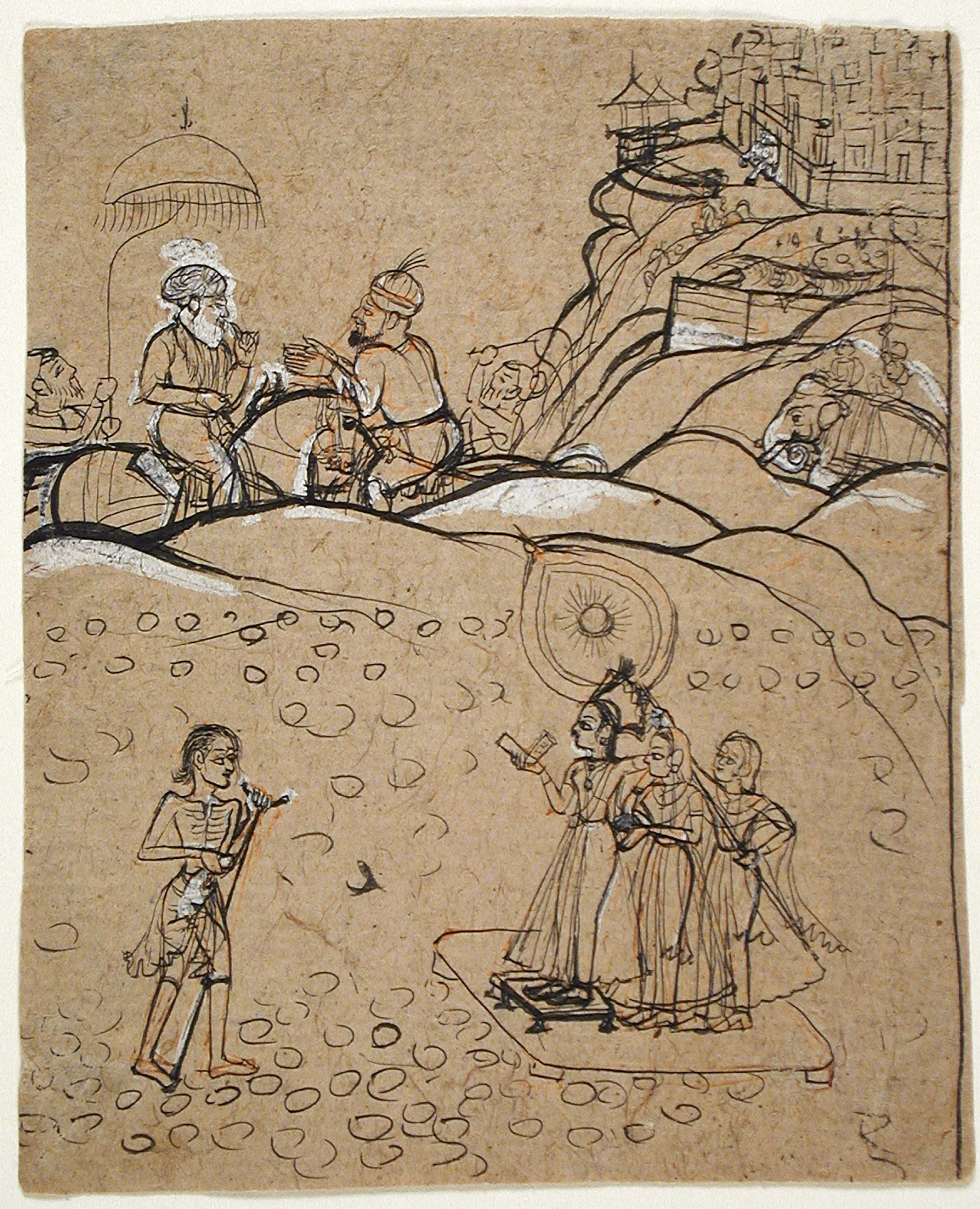
تصویری دربارهٔ داستان «لیلی و مجنون»
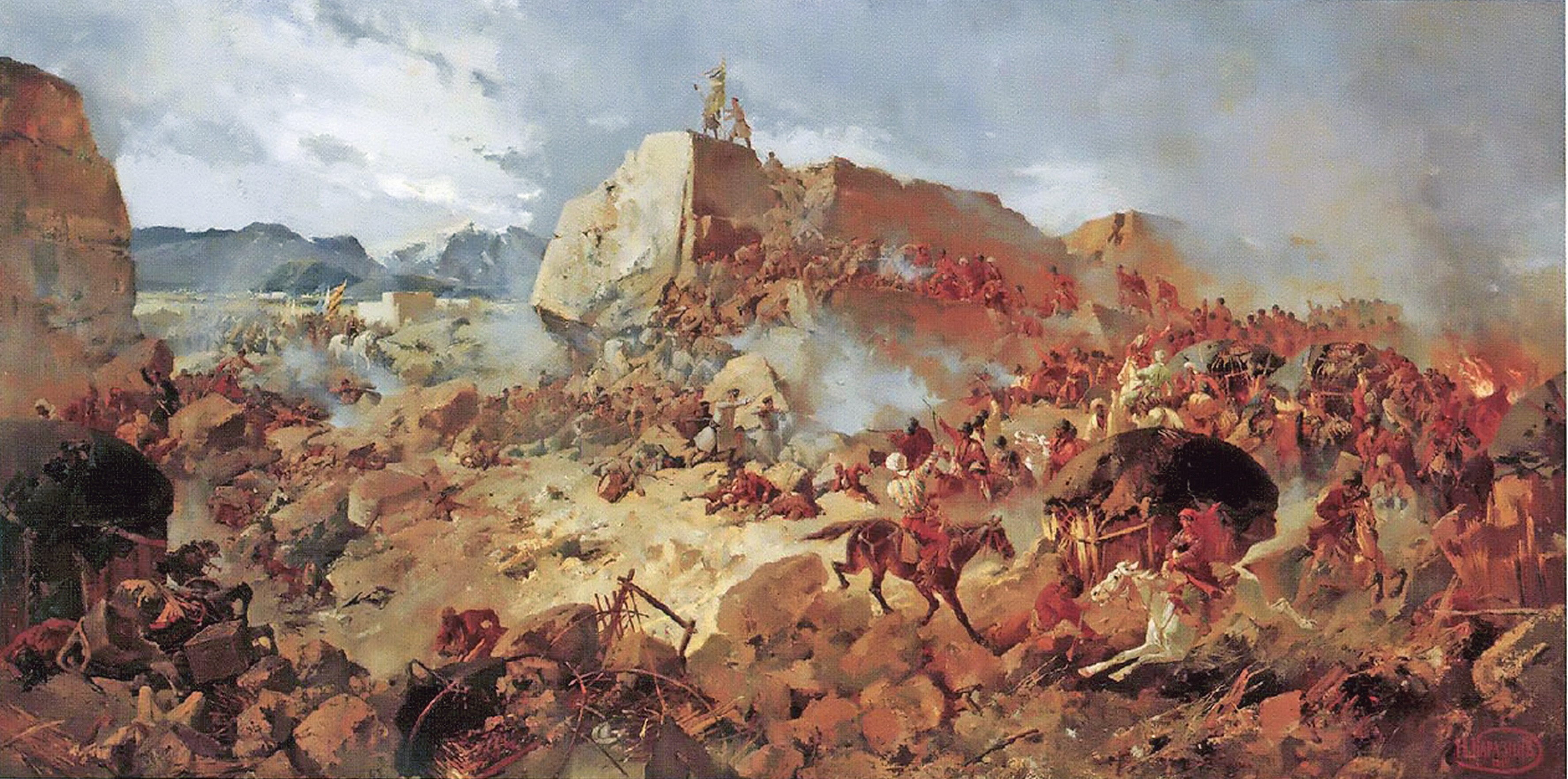
محاصره گوگ‌تپه
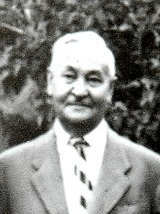
بردی کربابایف، نویسنده ترکمن شوروی